# União Futebol Clube
L'União Futebol Clube, noto anche semplicemente come União Mogi, è una società calcistica brasiliana con sede nella città di Mogi das Cruzes, nello stato di San Paolo.

## Storia
L'União Futebol Clube è stato fondato il 7 settembre 1913, e il suo reparto di calcio divenne professionistico nel 1951. Il club ha cambiato nome in União Mogi das Cruzes Futebol Clube nel 1998, ma successivamente tornò a chiamarsi União Futebol Clube. L'União Mogi ha vinto il Campeonato Paulista Segunda Divisão nel 2006.

## Palmarès

### Competizioni statali
- Campeonato Paulista Segunda Divisão: 1

2006